# Castell de Montroi
El castell de Montroi, a la comarca de la Ribera Alta, de la província de València, és una fortalesa d'origen àrab que se situa a l'oest de la població en un turó a la vall dels Alcalans. Aquesta fortalesa formava part de l'estructura defensiva d'aquesta vall juntament amb el castell de Monserrat.
Dels seus arrencades de la muralla que envoltava el recinte a penes queden unes restes. Actualment només queda dempeus la torre de l'homenatge, de planta quadrada i quatre altures. Es va construir amb gruixuts murs de tàpia en façanes que es redueixen a cada planta i pòrtic central resolt amb arc de mig punt. Aquest sistema de construcció conforma dues sales per cada planta. S'hi accedeix per una escala que en el seu primer tram es desenvolupa al costat del pòrtic central i en el segon al costat del mur perimetral. En aquesta torre se situava l'aljub cobert de volta i el dipòsit de queviures.
A la intensa plutja per la DANA del 29 d'octubre del 2025 va resultar afectat.